# 科林斯 (布洛克縣)
科林斯（英語：Corinth）是一個位於美國阿拉巴馬州布洛克縣的非建制地區。該地的面積和人口皆未知。

## 地理
科林斯的座標為31°54′14″N 85°45′16″W / 31.903889°N 85.754444°W，而該地最高點為海拔高度162米（即531英尺）。